# Dah Sagbadjou Glèlè
Dada Kêfa Agbomantonligba Sagbadjou Glèlè (mort le 17 décembre 2021) a été roi d'Abomey de 2019 jusqu'à sa mort.

## Biographie
Dah Sagbadjou Glélé semble être né entre les années 1940 et la fin des années 1970. Il est un petit-fils de Glélé. Il est prêtre du culte traditionnel la plus grande partie de sa vie et pratique l'art divinatoire.
Dah Sagbadjou Glele est élu roi par les familles royales d'Abomey après la mort de son prédécesseur Agoli Agbo Dedjalagni âgé de 84 ans, et devient officiellement Ahosu ou roi du Dahomey le 12 janvier 2019. 

### Ahosu du Dahomey
Bien que l'on sache peu de choses sur la famille royale actuelle du Dahomey, Dah Sagbadjou Glélé est considéré comme le dernier petit-fils vivant de l'un de ses prédécesseurs, Glélé qui était également roi du Dahomey. Au Bénin, les rois ancestraux n'ont aucun pouvoir, et Dah Sagbadjou Glele, bien qu'il fût roi, était considéré comme un chef religieux et n'avait aucun pouvoir réel au Bénin. Après avoir été choisi pour succéder à Agoli Agbo Dedjalagni, un fonctionnaire de la cour a déclaré : « C'est un choix méritant, un choix d'unité, sous la bénédiction de toutes les filles et fils de la grande lignée royale Glele. »
Il meurt le 17 décembre 2021.